# Beskydy Mountain Academy
Beskydy Mountain Academy je soukromé čtyřleté gymnázium s jazykovým zaměřením. Nachází se ve městě Frýdlant nad Ostravicí, v Moravskoslezském kraji. Gymnázium je členem ACSI – mezinárodní asociace křesťanských škol.

## Historie školy
Gymnázium BMA bylo založeno v roce 2003. Původně mělo BMA být bilingvním gymnáziem – předměty měly být vyučovány v angličtině. Vzhledem k umístění regionu se však tento záměr ukázal jako života neschopný, a proto se obor studia změnil na současný program živé jazyky. Studenti zde mají na výběr hned z několika jazyků. Vedle anglického jazyka a německého jazyka se zde vyučuje španělský jazyk, francouzský jazyk, ruský jazyk a latina.
V roce 2003, když BMA začínalo, bylo v prvním ročníku pouze osm studentů a muselo provozovat jazykové kurzy, aby se uživilo. V současné době studuje na BMA okolo 120 studentů. V roce 2005 se rozběhly stáže v USA pro studenty s dobrým prospěchem. Na základě výsledků projektu KVALITA 2006 byla úroveň výuky angličtiny hodnocena jako výborná. Škola od roku 2021 prochází rekonstrukcí, v rámci které mimo jiné přibylo jedno nové patro. V nově vzniklých prostorách školy budou tři odborné učebny.

## Charakteristika studia
Posláním Gymnázia Beskydy Mountain Academy, je poskytnout kvalitní středoškolské vzdělání a připravit studenty ke studiu na vysokých školách. Vybudovat ideální prostředí k rozvoji osobnosti studentů moderními formami výuky na křesťanských základech. Vybavit studenty po stránce akademické i morální tak, aby byli připraveni stát se úspěšnými členy evropské společnosti.
Cílem je dát studentům při zachování vysoké úrovně všeobecného vzdělávání výbornou znalost anglického jazyka. Tohoto dosáhnout využitím učebního plánu zahrnujícího zvýšený počet hodin jazyka anglického a pronikání angličtiny i do dalších předmětů, např. dějepis, zeměpis, základy společenských věd, estetická výchova apod. V rámci učebního plánu živé jazyky je věnována výuce jazyků zvýšená dotace hodin. Důraz je kladen především na nadstandardní výuku anglického jazyka, kterému vyučují na naší škole kvalifikovaní učitelé z USA. Rovněž v německém a francouzském jazyce jsou studenti vyučováni rodilými mluvčími. Komunikační dovednosti jsou rozvíjeny v rámci seminářů a v kontaktu s rodilými mluvčími i mimo výuku. Ve vyšších ročnících je realizována v angličtině výuka vybraných bloků učiva naukových předmětů (zeměpis, dějepis, základy společenských věd). U nadaných studentů se předpokládá možnost pobytu v zahraničí a složení mezinárodně uznávané zkoušky v závěru studia.
BMA klade důraz na výuku jazyků a výchovu v duchu křesťanské etiky, rozvíjení charakteru, sociálního cítění a čestnosti. Přestože je filosofie vzdělávání na Gymnáziu BMA založena na křesťanských principech (čtení Bible 1× za týden), je studium umožněno všem studentům bez rozdílu rasy a vyznání.
Prostřednictvím zahraničních pedagogických pracovníků a také zahraničních studentů aktivně se účastnících výuky je vytvořeno mezinárodní prostředí a tím positivně podpořeno multikulturní soužití.
Gymnázium BMA navštěvují studenti z blízkých i vzdálenějších obcí a měst, jako např. Ostrava, Třinec, Frenštát pod Radhoštěm, Metylovice, Hukvaldy, Čeladná, Baška, Pstruží,Frýdek-Místek, Ostravice atd. Kapacita BMA činí 120 studentů.

## Filosofie vzdělávání
- Studenti jsou považováni za lidské bytosti se složitou osobnostní strukturou, jejichž vzdělávání musí být ucelené, oslovující celou osobnost, včetně mysli, těla a srdce
- Ze strany týmu vyučujících je vyvíjena snaha ve studentech rozvíjet charakter, čestnost a sociální cítění
- Je uznávána potřeba spojení teorie s praxí ve vzdělávání, a proto je umožněno studentům získávat zkušenosti skrze náročné úkoly, ve kterých studenti cítí podporu a mají možnost uvažovat
- Je bráno na vědomí, že vzdělávání probíhá i v neformálním kontextu
- Mimoškolní aktivity jsou chápány jako důležitou součást vzdělávání studentů
- Tým vyučujících si je vědom, že studenti mají odlišné styly učení, a proto se snaží být v tomto ohledu kreativní jak ve třídě, tak ve formě zadávání úkolů
- Záměrem je, aby výuka probíhala v atmosféře přátelství a tolerance
- Rodina je pokládána za primární zdroj vzdělávání pro každé dítě a vedení a vyučující školy proto vyvíjejí snahu o podporu rodiny škole v oblasti vzdělávání jejich studentů

## Hry a motivace
Škola a učitelé se snaží studenty motivovat také rozsáhlými mimoškolními sportovními a herními aktivitami, a tak přispět i k obohacení studijního programu a zesílení mezistudentských a meziučitelských vztahů. Mezi tyto aktivity například patří hra baseball, softball, fotbal, florbal, voleyball, šachy a mnoho spontánně organizovaných výletů. Organizátorem, ve většině případů je Jonathan Lobel, M.Sc. a Paul Till, M.A.